# Fazlollah Zahedi

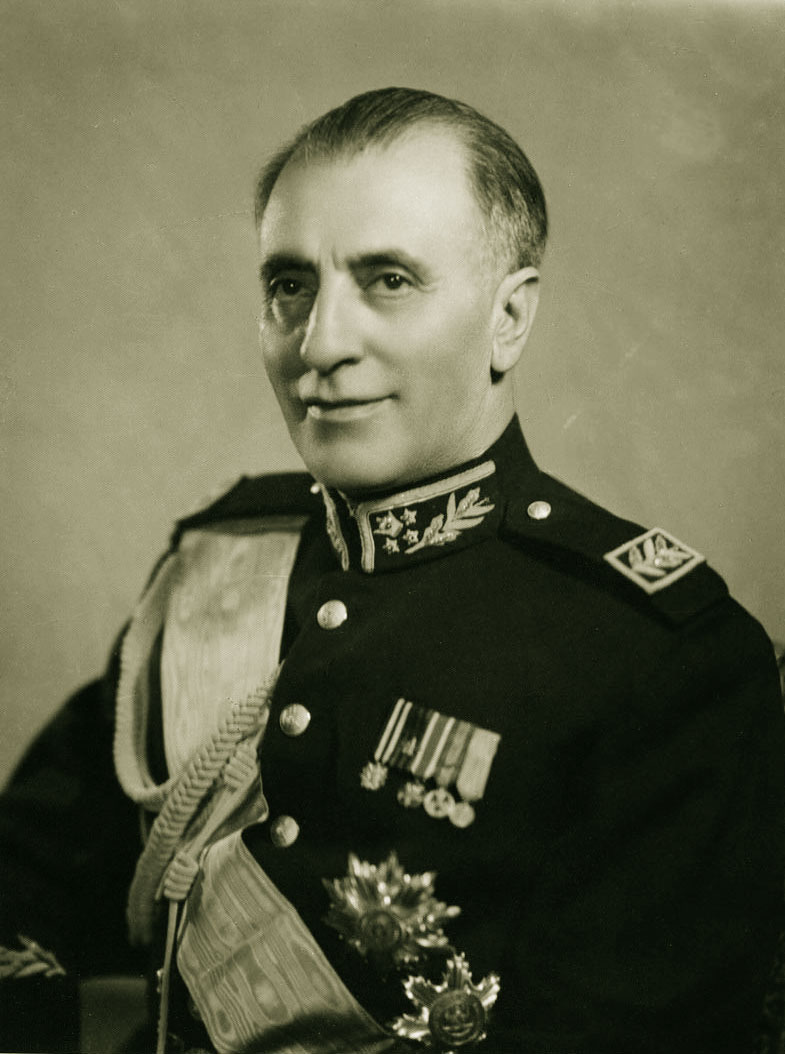
Fazlollah Zahedi

Fazlollah Khan Zahedi (Hamadan, 17 mei 1892 - Genève, 2 september 1963) was een Iraans generaal en premier. Hij was afkomstig uit een vooraanstaande Soefi-familie. Zahedi studeerde aan de militaire academie en promoveerde in 1916. Hij werd cadet bij de Perzische Kozakken Brigade van generaal Reza Khan, de latere sjah.
In 1922 werd hij op vijfentwintigjarige leeftijd brigadegeneraal en onderdrukte een Koerdische opstand. Drie jaar later werd hij generaal.
Hij bouwde goede relaties op met de sjahs Reza Shah en Mohammed Reza Pahlavi. 
Op 17 augustus 1953 moest sjah Mohammed Reza Pahlavi na een ruzie met zijn premier naar het buitenland vluchten.
Op 19 augustus 1953 pleegde generaal Zahedi met steun van de CIA en de MI6 een staatsgreep waarbij Dr. Mohammed Mossadeq, de Iraanse premier, ten val kwam en de sjah naar Iran kon terugkeren. Tot april 1955 was Zahedi premier en hielp hij de sjah zijn autoritaire macht te consolideren.
Zijn zoon Ardeshir was kamerheer van de sjah en later Iraans ambassadeur in de Verenigde Staten van Amerika.